# Europe Direct
Europe Direct è una rete informativa europea designata dalla Commissione Europea. L'obiettivo è raggiungere tutti i cittadini dell'Unione Europea.

## Network
Europe Direct comprende i centri EUROPE DIRECT, i Centri di Documentazione Europea (EDC), l'ufficio dei relatori EU e i Europe Direct Contact Centre. La rete è stata creata nel 2005 e rinnovata nel febbraio 2009.
I centri Europe Direct (in Italia in tutto 46, in Europa più di 400) incoraggiano la partecipazione attiva dei cittadini alla democrazia europea, favorendo politiche inclusive e il contatto diretto tra le comunità locali e i rappresentanti della Commissione UE.

## Costi
Tutti i servizi dei centri Europe Direct sono gratuiti. In caso di iniziative, il Team Europe potrebbe richiedere spese di viaggio e un compenso.

## Missione
L'obiettivo principale di Europe Direct è fornire ai cittadini europei informazioni generali sull'Unione Europea. Altri obiettivi includono la rispondere nelle 24 lingue ufficiali dell’Unione sulle attività politiche e sulla promozione dell'integrazione europea. Vengono forniti consigli e suggerimenti pratici sui diritti dei cittadini dell'Unione Europea.
Le richieste che arrivano al centro di contatto Europe Direct, in una qualsiasi delle 24 lingue ufficiali attuali, vengono elaborate in un punto in un unico centro e ricevono risposta nella stessa lingua in cui sono state inviate. Il personale del servizio di assistenza parla fluentemente almeno tre lingue.
Il supporto Europe Direct è disponibile telefonicamente (gratuito all'interno dell'UE), e-mail o chat sul sito web. La rete europea di 424 centri EUROPE DIRECT (di cui 46 centri in Italia) è aperta al pubblico. L'attuale generazione di centri EUROPE DIRECT ha iniziato le sue attività il 1º maggio 2021 e continuerà almeno fino al 2025. Questi centri sono gestiti da organizzazioni nazionali o private con un contratto pubblico e sono co-finanziati dalla Commissione Europea.

## Attività degli Europe Direct
Oltre a fornire informazioni sull’Unione Europea, la rete Europe Direct promuove attivamente la partecipazione dei cittadini attraverso una serie di iniziative e attività sul territorio. Tali attività comprendono:
- Eventi informativi e di sensibilizzazione, organizzazione di conferenze, seminari e workshop che trattano tematiche quali la cittadinanza europea, i diritti dei cittadini e le opportunità offerte dai vari programmi dell’UE. Questi eventi mirano a facilitare il dialogo tra i cittadini e le istituzioni europee e a promuovere una maggiore consapevolezza sulle politiche comunitarie.
- Attività di formazione e divulgazione, realizzazione di sessioni formative e incontri “open day” nei centri Europe Direct, volti a fornire strumenti e conoscenze utili per comprendere il funzionamento dell’Unione Europea e per favorire l’inclusione delle diverse comunità locali.
- Collaborazioni con enti locali, progetti congiunti con istituzioni, scuole e associazioni che contribuiscono ad ampliare la portata delle attività informative e a stimolare il coinvolgimento diretto dei cittadini.

Ad esempio, in città come Roma, Milano e Catania sono stati organizzati workshop e seminari dedicati alla cittadinanza europea e alle opportunità di formazione finanziate dall’UE, mentre alcuni centri hanno attivato giornate aperte rivolte al pubblico per favorire l’incontro con esperti e rappresentanti delle istituzioni europee. Queste iniziative, che variano in funzione delle esigenze locali, rappresentano uno degli strumenti principali attraverso cui Europe Direct realizza la propria missione di informare e coinvolgere i cittadini europei.